# اینگرید پونس
اینگرید پونس (اسپانیایی: Ingrid Pons‎؛ زادهٔ ۲۷ فوریه ۱۹۷۵) بازیکن زن بسکتبال اهل اسپانیا بود.
وی در مسابقات کشوری و بین‌المللی در مجموع برندهٔ ۲ مدال برنز شده‌است.